# Kolab
Kolab — платформа для організації спільної колективної роботи, яку розробляє компанія Kolab Systems на базі технологій KDE.  Основу платформи становить серверне програмне забезпечення Kolab Server, котре дозволяє організувати роботу серверної інфраструктури, що реалізує засоби групової роботи, єдиної адресної книги, календаря-планувальника і поштового сервісу. 
Як клієнтські застосунки можуть виступати як стандартні програми зі складу KDE PIM (Kontact, KMail, KOrganizer і KAddressbook), так і сторонні системи, в тому числі доступний набір конекторів для Microsoft Outlook (Bynari Connector, плагін Toltec Connector і MAPI-сховище KONSEC Konnektor).  Як базовий вебклієнт у складі платформи поставляється Roundcube Webmail, який в повній мірі підтримує 2 і 3 версії формату сховища Kolab.  Для інтеграції з Thunderbird і Seamonkey проектом розвивається спеціальний плагін SyncKolab.  Модуль інтеграції також доступний для GNOME Evolution.  Для організації роботи з мобільними системами надається ряд рішень з синхронізації даних, таких як ActiveSync-сумісні рішення Kolab ActiveSync Server і Z-Push. 
Для організації роботи в Kolab Server задіяні стандартні відкриті компоненти, такі як сервер директорій 389, Apache, Postfix, Cyrus IMAP, SASL, OpenSSL.  Для управління системою підготовлений спеціальний адміністративний вебінтерфейс.  Підтримується ведення єдиної адресної книги, інтегрованої з поштовим сервісом з підтримкою POP3 та IMAP4.  Для шифрування пошти пропонується S/MIME-шифрування на стороні клієнта.
Бінарні збірки з Kolab підготовлені у вигляді пакунків для Red Hat Enterprise Linux, CentOS, Ubuntu, Debian і OpenSUSE.

## Виноски
1. ↑  https://kolab.org/group-blog/2016/01/31/kolab-16-at-fosdem16/